# Ernst von Rudloff
Ernst von Rudloff (* 11. Oktober 1928 in Freiburg im Breisgau; † 14. Januar 2020 in Horben, Landkreis Breisgau-Hochschwarzwald) war ein deutscher Architekt und Hochschullehrer.

## Leben
Von Rudloff wuchs in Freiburg im Breisgau und in Königsberg in Ostpreußen auf. Er durchlief eine Zimmermannslehre und unternahm 1948 eine Reise nach Schweden, die zur Berührung und Beschäftigung mit skandinavischer Architektur führte. 1949 begann er ein Architekturstudium an der RWTH Aachen. Dort freundete er sich mit Eckhard Schulze-Fielitz an. Eine Studienreise führte ihn nach Italien, Frankreich, Spanien und Marokko. Nachdem er 1954 an der RWTH Aachen diplomiert hatte, ging er nach Basel, wo er bis 1955 in dem Architekturbüro Suter & Suter arbeitete und als Architekt erste Berufserfahrungen sammelte. Seit 1953 arbeitete dort auch der Architekt Ulrich Schmidt von Altenstadt. Mit ihm und mit Schulze-Fielitz gründete von Rudloff am 1. April 1955 eine Architektengemeinschaft in Essen, einer im „Wirtschaftswunder“ boomenden Industriestadt mit damals knapp 680.000 Einwohnern. 1959 trennte sich von Rudloff von seinen Partnern und gründete in Essen ein eigenes Büro, das später in Düsseldorf und 1992 in Köln bestand. 1968 erhielt von Rudloff eine Stelle als Dozent an der Werkkunstschule Krefeld, Abteilung Baudesign. 1971/1972 gingen die Bereiche Architektur und Innenarchitektur der Werkkunstschule Krefeld in der Fachhochschule Düsseldorf auf, wo von Rudloff als Professor das Fach „Baukonstruktion (Architektur)“ lehrte.

## Werke (Auswahl)
- 1955/1956: 2. Preis und Auftrag zum Bau des Landeshauses Köln (mit Eckhard Schulze-Fielitz und Ulrich Schmidt von Altenstadt)
- 1957: Fabrikhallen und Bürogebäude der Phönix-Elektrizitäts GmbH in Blomberg/Lippe (mit Schulze-Fielitz und Schmidt von Altenstadt)
- 1960: Theater/Opernhaus Essen (Entwurf/Wettbewerbsprojekt, mit Winfried Wolks)
- 1963: Wohnhaus in Düsseldorf
- 1965: Sporthalle Essen
- 1965: Kath. Pfarrkirche St. Bonifatius, Gelsenkirchen
- 1966: Kath. Kirche Herz-Jesu, Essen
- 1971: Stadthalle Krefeld (Entwurf/Wettbewerbsprojekt, mit Klaus Reese)
- 1973: Berufsförderungszentrum Essen (mit Erich Rossmann)
- 1974: Rathaus Essen (Entwurf/Wettbewerbsprojekt)
- 1975: Landtag Nordrhein-Westfalen (Entwurf/Wettbewerbsprojekt, mit Bernward von Chamier, Heinz Kalenborn und Walter Dansard)